# Équipe de République dominicaine féminine de basket-ball
Cet article traite de l'équipe féminine. Pour l'équipe masculine, voir Équipe de République dominicaine masculine de basket-ball.
Maillots
L’équipe de République dominicaine de basket-ball féminin est la sélection des meilleures joueuses dominicaines de basket-ball.

## Résultats

### Palmarès
| Compétitions mondiales                             | Compétitions continentales |
| -------------------------------------------------- | --- |
| - Jeux olympiques - Néant - Coupe du monde - Néant | - Coupe des Amériques - Néant - CentroBasket - Finaliste en 1977, 1989, 1999, 2003 et 2024 - Troisième en 1975, 1985, 1995, 1997, 2001, 2008, 2012, 2014 et 2021 - Jeux panaméricains - Néant |

## Parcours en compétitions internationales

### Parcours en Championnat des Amériques
Voici le parcours de l’équipe de République dominicaine en Championnat des Amériques :
- 1989 :  6e
- 1997 :  8e
- 1999 :  6e
- 2003 :  7e
- 2005 :  6e
- 2009 :  8e
- 2013 :  9e
- 2015 :  10e

### Parcours au Centrobasket
Voici le parcours de l’équipe de République dominicaine au Centrobasket :
- 1971 :  5e
- 1973 :  4e
- 1975 :   3e
- 1977 :   2e
- 1981 :  4e
- 1985 :   3e
- 1989 :   2e
- 1993 :  4e
- 1995 :   3e
- 1997 :   3e
- 1999 :   2e
- 2001 :   3e
- 2003 :   2e
- 2008 :   3e
- 2010 :  5e
- 2012 :   3e
- 2014 :   3e